# Merxhausen (Bad Emstal)
Merxhausen ist der nach Einwohnerzahl kleinste Ortsteil der Gemeinde Bad Emstal im nordhessischen Landkreis Kassel.

## Geografische Lage
Merxhausen liegt südlich des Emstaler Hauptortes Sand im Naturpark Habichtswald am Fuß des Emser Bergs. Durch das Dorf fließt die Ems. Östlich des Dorfes verläuft die Bundesstraße 450 und westlich die Landesstraße L 3220.

## Geschichte

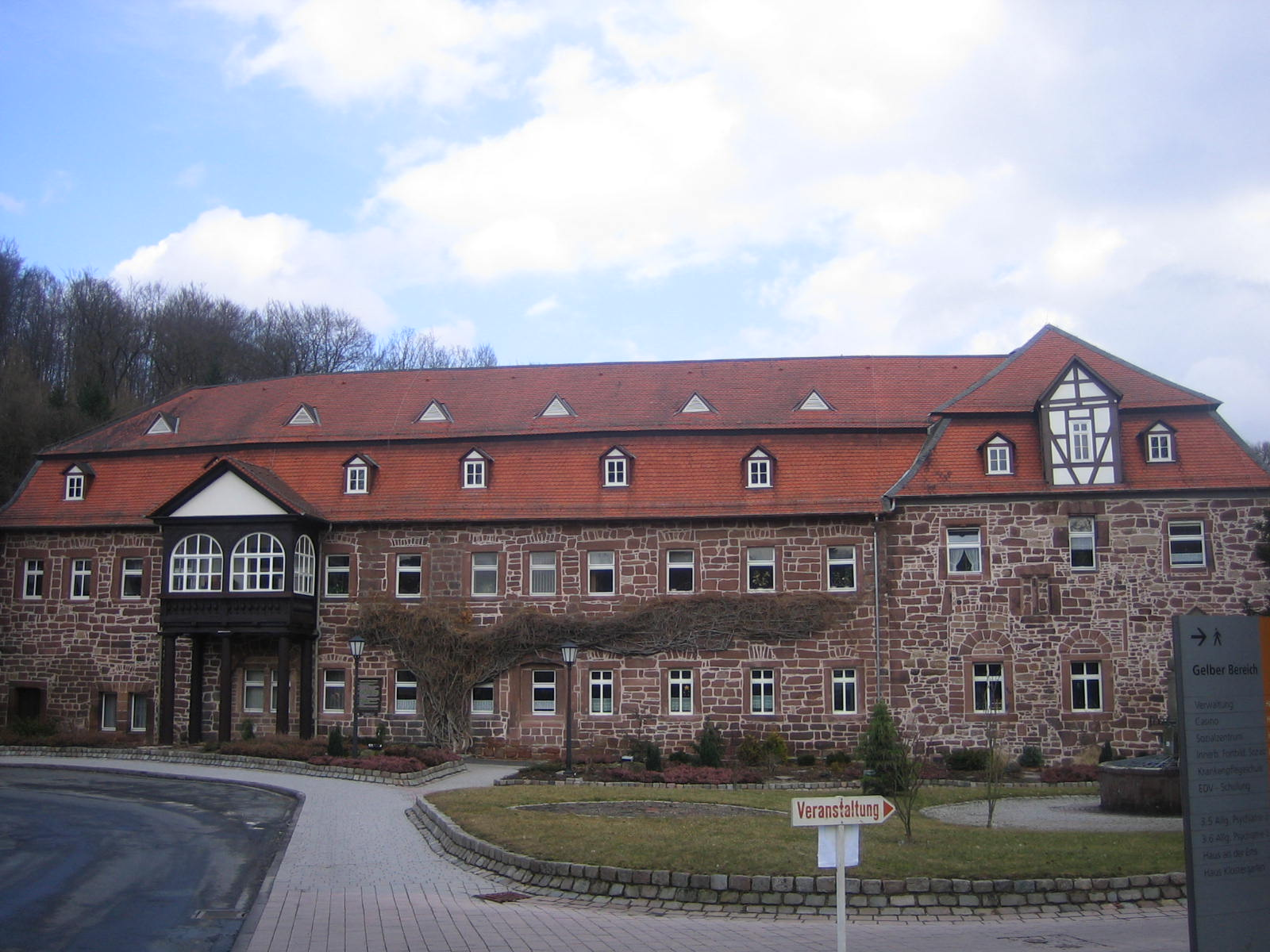
Landesheilanstalt im ehemaligen Kloster Merxhausen

Die Erwähnung von „Marcharohusen“ aus dem Jahre 973 ist vermutlich nicht auf Merxhausen zu beziehen. Sicher ist jedoch die Erwähnung 1145 als „Merkereshusen“ und 1151 als „Merkirshusen“.
Im Jahre 1213 ist in Merkeshusen die Klosterstiftung der Herren Hermann und Dietrich von Blumenstein von Dörnberg durch den Erzbischof von Mainz als Augustiner-Chorherren-Doppelstift belegt.
Im Jahre 1533 begründete Landgraf Philipp I. im ehemaligen Kloster Merxhausen ein Landeshospital. Daraus wurde später die heute noch bestehende Einrichtung für psychisch kranke Menschen. Bei den alle zwei Jahre stattfindenden Klosterspielen Merxhausen werden diese Menschen in die Handlungen auf der Freilichtbühne integriert.
Zum 1. Januar 1967 entstand die neue Gemeinde Emstal durch den Zusammenschluss der bisher selbständigen Gemeinden Merxhausen (Bürgermeister Günter Werner) und Sand (Bürgermeister Willi Heinemann). Sitz der Gemeindeverwaltung wurde der Ortsteil Sand.

## Bevölkerung
Einwohnerstruktur 2011
Nach den Erhebungen des Zensus 2011 lebten am Stichtag, dem 9. Mai 2011, in Merxhausen 357 Einwohner. Darunter waren keine 15 (4,2 %). Nach dem Lebensalter waren 33 Einwohner unter 18 Jahren, 162 zwischen 18 und 49, 93 zwischen 50 und 64 und 174 Einwohner waren 69 und älter. Die Einwohner lebten in 183 Haushalten. Davon waren 90 Singlehaushalte, 45 Paare ohne Kinder und 39 Paare mit Kindern, sowie 3 Alleinerziehende und 3 Wohngemeinschaften. In 42 Haushalten lebten ausschließlich Senioren und in 126 Haushaltungen lebten keine Senioren.
Einwohnerentwicklung
| Merxhausen: Einwohnerzahlen von 1834 bis 2011 | Merxhausen: Einwohnerzahlen von 1834 bis 2011 | Merxhausen: Einwohnerzahlen von 1834 bis 2011 | Merxhausen: Einwohnerzahlen von 1834 bis 2011 | Merxhausen: Einwohnerzahlen von 1834 bis 2011 |
| --- | --------------------------------------------- | --------------------------------------------- | --------------------------------------------- | --------------------------------------------- |
| Jahr |                                               |                                               |                                               | Einwohner                                     |
| 1834 | 1834                                          |                                               | 358                                           | 358                                           |
| 1840 | 1840                                          |                                               | 313                                           | 313                                           |
| 1846 | 1846                                          |                                               | 335                                           | 335                                           |
| 1852 | 1852                                          |                                               | 330                                           | 330                                           |
| 1858 | 1858                                          |                                               | 358                                           | 358                                           |
| 1864 | 1864                                          |                                               | 369                                           | 369                                           |
| 1871 | 1871                                          |                                               | 434                                           | 434                                           |
| 1875 | 1875                                          |                                               | 458                                           | 458                                           |
| 1885 | 1885                                          |                                               | 639                                           | 639                                           |
| 1895 | 1895                                          |                                               | 936                                           | 936                                           |
| 1905 | 1905                                          |                                               | 1.000                                         | 1.000                                         |
| 1910 | 1910                                          |                                               | 1.048                                         | 1.048                                         |
| 1925 | 1925                                          |                                               | 911                                           | 911                                           |
| 1939 | 1939                                          |                                               | 1.123                                         | 1.123                                         |
| 1946 | 1946                                          |                                               | 937                                           | 937                                           |
| 1950 | 1950                                          |                                               | 915                                           | 915                                           |
| 1956 | 1956                                          |                                               | 1.167                                         | 1.167                                         |
| 1961 | 1961                                          |                                               | 1.351                                         | 1.351                                         |
| 1990 | 1990                                          |                                               | 520                                           | 520                                           |
| 1995 | 1995                                          |                                               | 471                                           | 471                                           |
| 2000 | 2000                                          |                                               | 396                                           | 396                                           |
| 2005 | 2005                                          |                                               | 367                                           | 367                                           |
| 2011 | 2011                                          |                                               | 357                                           | 357                                           |
| Datenquelle: Historisches Gemeindeverzeichnis für Hessen: Die Bevölkerung der Gemeinden 1834 bis 1967. Wiesbaden: Hessisches Statistisches Landesamt, 1968. Weitere Quellen: LAGIS; Gemeinde Bad Emstal; |                                               |                                               |                                               |                                               |

Historische Religionszugehörigkeit
| Quelle: Historisches Ortslexikon |                                                                                             |
| • 1885:                          | 573 evangelische (= 89,67 %), 56 katholische (= 876,21 %), 10 jüdische (= 1,56 %) Einwohner |
| • 1961:                          | 909 evangelische (= 67,28 %), 363 katholische (= 26,87 %) Einwohner                         |

## Persönlichkeiten
- Heinrich Wachs (1796–1875), Jurist, Landrat und Direktor der Verwaltung verschiedener Provinzen des Kurfürstentums Hessen